# Первушин, Всеволод Прокопьевич
Все́волод Проко́пьевич Перву́шин (27 ноября 1869, г. Пермь — 21 декабря 1954, Пермь) — советский учёный-медик, доктор медицинских наук, профессор, проректор (1924–1927) Пермского университета. Создатель первой на Урале научной неврологической школы. Положил начало изучению клещевого энцефалита на Урале.
Отец филолога и журналиста Н. В. Первушина и невролога Ю. В. Первушина.

## Биография
Родился в г. Перми в семье служащего. В 1894 г. окончил Казанский университет и был оставлен ординатором в клинике нервных болезней у профессора Л. О. Даркшевича, в которой проработал 23 года.
В 1918 году за монографию «Учение об остром переднем полиомиелите» ему была присуждена ученая степень доктора медицины.
В 1921 году В. П. Первушин организовал и возглавил кафедру нервных болезней Пермского университета (1921–1930), (затем кафедра была переведена в Пермский мединститут, и он руководил ей до 1952 года).
С 17 октября 1921 года — заведующий Пермской губернской клиникой нервных болезней.
С 17 декабря 1924 по 8 июня 1927 — проректор, руководитель научно-учебной частью Пермского университета, член правления университета.

## Научная и административная деятельность
Еще в 1899 г. В. П. Первушин в докладе на VII съезде русских врачей описал клиническую картину наблюдавшегося им заболевания, которое протекало как острая нейроинфекция с поражением шейного отдела спинного мозга и его оболочек, нервных корешков и сплетений. Представленная им клиническая картина нескольких случаев «прогрессирующей формы неврита плечевого сплетения» вполне соответствовала клинике клещевого энцефалита, к чему впоследствии и склонился сам учёный. Фактически это было первое описание одной из клинических форм этого заболевания.
В. П. Первушин положил начало изучению клещевого энцефалита на Урале. В 1940 г. В. П. Первушин и его ученики совместно с М. П. Чумаковым впервые установили характер распространения клещевого энцефалита в стране. Он первым подробно описал прогредиентные формы клещевого энцефалита в Пермской области. В. П. Первушин занимался также изучением клинических особенностей полиомиелита, нейросифилиса, травматических поражений и опухолей головного мозга, алкоголизма и др.
С его деятельностью связано становление и развитие неврологии на Западном Урале. Он создал первую на Урале научную неврологическую школу.
В. П. Первушин особое внимание уделял вопросам организации неврологической помощи. Уже в 1921 году он открыл амбулаторный приём больных, регулярно проводил конференции невропатологов. Придавал большое значение физиотерапевтическим методам лечения.
В 1923 году при клинике создал физиотерапевтический кабинет, который в 1935 году стал самостоятельным физиотерапевтическим отделением.
Он дважды выдвигался на пост ректора Пермского университета, но от этой должности отказывался.
В. П. Первушин проводил большую работу по развитию сети курортов Урала, был консультантом на местных курортах.
В. П. Первушин создал свою научную школу. Шесть его сотрудников (Н. А. Печёркин, С. П. Швецов, А. Ф. Сарапулова, Т. Ф. Реннэ, А. П. Иерусалимский, Г. П. Серебренникова) стали кандидатам наук, пять его учеников (В. Р. Овечкин, А. А. Печеркин, Д. Т. Куимов, Ю. В. Первушин, А. П. Иерусалимский) — профессорами и возглавили кафедры в вузах Читы, Перми, Новосибирска, Астрахани.
В. П. Первушиным опубликовано около 50 научных работ, в том числе монография и учебное пособие «Нервная система и её заболевания».
Известный пермский хирург профессор А. П. Соколов, окончивший медфак ПГУ в 1924 году, писал:

… лекции его доставляли удовольствие. Он мастерски разбирал больных, тонко и глубоко проникал в тайны заболевания. Он вызывал восхищение своей эрудицией, сердечностью по отношению к больному.

Будущий академик В. В. Парин окончил пермский медфак в 1925 году и много лет спустя тоже вспоминал своего учителя:

Он поражал нас точной топической диагностикой — определением места поражения нервной системы… Всеволод Прокопьевич опередил своё время. Сейчас, в дни огромных успехов нейрохирургии, он стал бы неоценимым консультантом хирургов.

В. П. Первушин был активным общественным деятелем. Он организовал первую в России лечебницу для больных алкоголизмом.
С 1925 года был бессменным председателем секции невропатологов и психиатров Пермского общества врачей.
Он часто выступал в печати с публицистическими статьями по вопросам гигиены и благоустройства (опубликовано около 200 статей). Избирался депутатом Пермского городского Совета.
Похоронен в Перми на Егошихинском кладбище.

## Награды
- Орден «Знак Почёта».
- Орден Ленина.
- Медаль «За доблестный труд в Великой Отечественной войне 1941—1945 гг.».
- Медаль «За победу над Германией в Великой Отечественной войне 1941—1945 гг.».
- Награждён многочисленными почётными грамотами и благодарностями.

## Разное
- В. П. Первушин, будучи студентом, дважды из Казани на каникулы добирался в родную Пермь пешком.
- Решением учёного совета Пермской медицинской академии кафедра неврологии лечебного факультета, образованная проф. В. П. Первушиным в 1921 году, в декабре 2008 года названа его именем.